# 静岡ブルーレヴズ
静岡ブルーレヴズ（しずおかブルーレヴズ、英: Shizuoka Blue Revs）は、静岡県をホストエリアとしてジャパンラグビーリーグワンに所属しているラグビーユニオンのチームである。略称は「静岡BR」。練習グラウンドは、ヤマハ大久保グラウンド（静岡県磐田市）。

## 概要
前チーム名はヤマハ発動機ジュビロ。2022年からのJAPAN RUGBY LEAGUE ONE開幕にともない、株式会社化し、社名・チーム名とも静岡ブルーレヴズとなった。
「青」はアマチュアラグビー部時代からのチームカラーであり、「rev（レヴ）」はモーター（発動機）などの回転数 および その上昇度を示す。チーム公式WEBサイトでは、『変わらない為に変わり続けるという伝統を受け継ぎながら「革新」を恐れない精神を象徴する “Blue” と、困難な目標にワクワクして挑み、高ぶる「情熱」を象徴する “Revs”が、一体として込められています』と説明されている。
主なホームスタジアムは、静岡県磐田市内にあるヤマハスタジアム（15,165人収容）。1987年から88年にかけて建設された。サッカーJリーグのジュビロ磐田と共用。
事務所・練習場ともに静岡県磐田市にある。2024年1月19日時点で、ホストエリアの静岡県のほか、湖西市、浜松市、磐田市、袋井市、掛川市、菊川市、川根本町、静岡市、沼津市、西伊豆町とパートナーシップ協定を結んでいる。

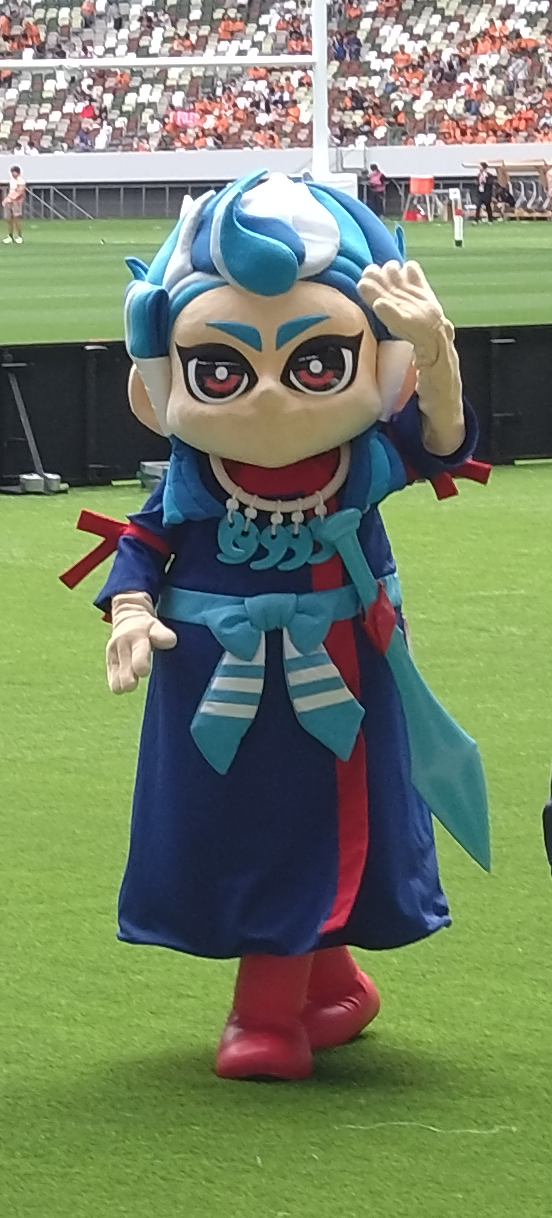
静岡ブルーレヴズのマスコットキャラクター「レヴズ」(2023年5月20日撮影)

公式マスコットは、レヴズ。「富士山の麓の神社に祭られたヤマトタケルが現代に顕現した姿」としている。
応援歌は、ダンス＆ボーカルユニットT-Hobbyの「Revs Try Again」。2023年12月17日、シーズン開幕戦にて、初披露。

## レヴニスタ
静岡ブルーレヴズのファンを「レヴニスタ」という。日本のサッカーでも、ファンに対して使われる用法からの造語。イタリア語、スペイン語、ポルトガル語で「○○の人」という意味で、語尾に「ista」をつけることに由来する。

## 歴史
出典
- 1982年、ヤマハ発動機株式会社磐田本社に勤務する26名の社員が「ヤマハ発動機ラグビー同行会」を結成[2][11]。
- 1984年4月、ヤマハ発動機株式会社ラグビー部に名称変更し、創部[2]。
- 1987年、静岡県社会人2部リーグ出場。磐田市大久保のヤマハ発動機総合グラウンドにラグビー専用グラウンドを建設、現在のヤマハスタジアムとなる。
- 1988年、静岡県社会人2部リーグ出場。静岡県社会人1部リーグへの入替戦で勝利し、静岡県社会人1部リーグに昇格。初代代表に中野一良が就任。
- 1989-90シーズン - 第42回全国社会人ラグビー大会東海北陸地区予選出場。東海社会人Bリーグ（2部）の入替戦に出場するも敗退。その後開かれた関西社会人ラグビーCリーグ（3部）に勝ち上がり、関西社会人ラグビーCリーグに昇格
- 1990-91シーズン -関西社会人ラグビーBリーグに昇格。
- 1993年、永易均が代表に就任。
- 1994-95シーズン - 第47回全国社会人ラグビーフットボール大会初出場。
- 1995年、ラグビー部専用独身寮「豊田寮」完成。
- 1996年、第49回全国社会人ラグビーフットボール大会出場。
- 1997年、関西社会人ラグビーAリーグに昇格。第50回全国社会人ラグビーフットボール大会出場。
- 1999年度 - 花岡伸明を監督に招聘。2001年度は、花岡伸明がゼネラルマネージャー、ケビン・シューラーがヘッドコーチ。
- 2001年、第53回・第54回の全国社会人ラグビーフットボール大会出場。
- 2002-03シーズン - 関西社会人ラグビーAリーグ初優勝を果たす。第55回全国社会人ラグビーフットボール大会出場、ベスト8。
- 2003-04シーズン - ジャパンラグビートップリーグが開幕し参入。チーム名を「ヤマハ発動機（愛称：ジュビロ）」として参戦し、3位[12]。国体で初優勝。
- 2004年、第41回日本ラグビーフットボール選手権大会（日本選手権）準決勝進出。トップリーグで2位。2004年度はグラント・バティがヘッドコーチ就任。
- 2005年、マイクロソフトカップ準優勝。日本選手権出場。
- 2005年4月1日、Jリーグからの許諾を得て、それまでの（愛称：ジュビロ）の括弧くくりを外すことが認められ「ヤマハ発動機ジュビロ」とチーム名を変更。
- 2006年、トップリーグ3位。
- 2007年、マイクロソフトカップで準決勝進出。第44回日本選手権で準決勝進出。
- 2009年、ケビン・シューラーが再びヘッドコーチに就任。
- 2010年度よりチーム編成を見直し、ヤマハ発動機正社員の選手のみで活動する方針を固めた[13]。堀川隆延が2年ぶり2度目の監督就任。
- 2011年、清宮克幸監督就任。2018年度まで務める。
- 2012年、第49回日本選手権に5年ぶり出場。
- 2014-15年シーズン - トップリーグ4位に入り、8年ぶりにトップリーグプレーオフに出場し、決勝でパナソニックに敗れた。
- 2015年2月28日、第52回日本ラグビーフットボール選手権大会（日本選手権）において初優勝。
- 2016年、トップリーグで準優勝。
- 2017年、トップリーグ3位。第55回日本選手権でベスト4。
- 2018年、第56回日本選手権準決勝進出、トップリーグ3位。
- 2019年11月、約2週間フランス遠征を行う[14]。
- 2019年度 - 堀川隆延監督就任（3度目）。
- 2020年度 - 大久保直弥をヘッドコーチとして招聘。
- 2021年6月23日、2022年からの新リーグ発足に向けて株式会社化し山谷拓志が社長（兼ゼネラルマネージャー）に就任[15]、社名・チーム名を「静岡ブルーレヴズ」（SHIZUOKA BlueRevs）とする[16][17]。
- 2021年7月16日、新リーグジャパンラグビーリーグワンのDIVISION1（1部リーグ）に振り分けされた[18]。2021年7月から2024年5月まで、五郎丸歩がクラブ・リレーションズ・オフィサー（CRO）を務め、さまざまなプロモーション活動を行った[19][20][21]。
- 2023年8月21日、藤井雄一郎が監督に就任[22]。
- 2023年11月27日、エコパスタジアムを拠点とする女子7人制チーム「アザレア・セブン」を運営する一般社団法人アザレア・スポーツクラブと、ゴールドパートナー契約を締結。普及活動やスクール運営などにおいて連携を強化する[23]。
- 2024年3月2日、ヤマハ発動機株式会社ラグビー部創部40周年を記念して、「ヤマハ発動機ジュビロOB 対 ワイルドナイツOB」が15分ハーフで試合を行う[24]。
- 2025年3月22日、ジャパンラグビーリーグワン2024-25第12節のリコーブラックラムズ東京戦において、チーム初のサードジャージ「ALL SHIZUOKAジャージ」を着用[25]。
- 2025年4月12日、ジャパンラグビーリーグワン2024-25第15節でリーグ戦6位以上が確定し、最終的にリーグ戦4位でプレーオフトーナメントに進出。5月17日、神戸Sに敗れて準々決勝敗退。

## タイトル
全国大会
- 日本選手権　優勝：1回（2014）
- 国体　優勝：1回（2003）

最上位リーグ
- 関西社会人リーグ　優勝：1回[注 1]（2002）

## 成績

### 全国社会人大会戦績
| 回 | 年度 | 地区 | 成績           | 試 | 勝 | 分 | 敗 | 得  | 失  | 差   | 備考                             |
| -- | ---- | ---- | -------------- | -- | -- | -- | -- | --- | --- | ---- | -------------------------------- |
| 47 | 1994 | 関西 | 1回戦敗退      | 1  | 0  | 0  | 1  | 13  | 90  | -77  | ヤマハ発動機のチーム名で出場     |
| 49 | 1996 | 関西 | 予選プール敗退 | 3  | 1  | 0  | 2  | 56  | 185 | -129 |                                  |
| 50 | 1997 | 関西 | 予選プール敗退 | 3  | 1  | 0  | 2  | 42  | 142 | -100 |                                  |
| 51 | 1998 | 関西 | 予選プール敗退 | 3  | 0  | 1  | 2  | 67  | 186 | -119 |                                  |
| 52 | 1999 | 関西 | ベスト8        | 4  | 2  | 0  | 2  | 99  | 100 | -1   |                                  |
| 53 | 2000 | 関西 | 1回戦敗退      | 1  | 0  | 0  | 1  | 10  | 57  | -47  |                                  |
| 54 | 2001 | 関西 | ベスト8        | 2  | 1  | 0  | 1  | 78  | 22  | 56   |                                  |
| 55 | 2002 | 関西 | ベスト8        | 4  | 2  | 1  | 1  | 150 | 98  | 52   | 準々決勝は引分（トライ数で敗退） |

### リーグ戦戦績

#### トップリーグ
| シーズン  | 所属リーグ   | Div. | 順位 | 試合 | 勝利 | 引分 | 敗戦 | 得点 | 失点 | 得失差 | 勝点 | 結果                                                                    | カップ戦                         | 日本選手権 |
| --------- | ------------ | ---- | ---- | ---- | ---- | ---- | ---- | ---- | ---- | ------ | ---- | ----------------------------------------------------------------------- | -------------------------------- | ---------- |
| 2003-2004 | トップリーグ | 1部  | 3位  | 11   | 8    | 2    | 1    | 334  | 223  | 111    | 42   | リーグ戦：3位                                                           | マイクロソフトカップ：ベスト8    | ベスト4    |
| 2004-2005 | トップリーグ | 1部  | 2位  | 11   | 9    | 0    | 2    | 380  | 218  | 162    | 45   | リーグ戦：2位                                                           | マイクロソフトカップ：準優勝     | ベスト4    |
| 2005-2006 | トップリーグ | 1部  | 7位  | 11   | 5    | 0    | 6    | 328  | 211  | 117    | 28   | リーグ戦：7位                                                           | マイクロソフトカップ：ベスト8    |            |
| 2006-2007 | トップリーグ | 1部  | 3位  | 13   | 10   | 1    | 2    | 379  | 306  | 73     | 48   | リーグ戦：3位 プレーオフトーナメント：ベスト4                           |                                  | ベスト4    |
| 2007-2008 | トップリーグ | 1部  | 7位  | 13   | 7    | 0    | 6    | 409  | 258  | 151    | 37   | リーグ戦：7位                                                           |                                  |            |
| 2008-2009 | トップリーグ | 1部  | 7位  | 13   | 7    | 0    | 6    | 344  | 304  | 40     | 35   | リーグ戦：7位                                                           |                                  |            |
| 2009-2010 | トップリーグ | 1部  | 9位  | 13   | 5    | 2    | 6    | 311  | 327  | -16    | 30   | リーグ戦：9位                                                           |                                  |            |
| 2010-2011 | トップリーグ | 1部  | 11位 | 13   | 5    | 0    | 8    | 327  | 504  | -177   | 27   | リーグ戦：11位 入替戦：残留                                             |                                  |            |
| 2011-2012 | トップリーグ | 1部  | 8位  | 13   | 6    | 1    | 6    | 407  | 274  | 133    | 35   | リーグ戦：8位                                                           |                                  | ベスト16   |
| 2012-2013 | トップリーグ | 1部  | 6位  | 13   | 8    | 0    | 5    | 430  | 311  | 119    | 42   | リーグ戦：6位                                                           |                                  | ベスト16   |
| 2013-2014 | トップリーグ | 1部  | 5位  | 7    | 5    | 1    | 1    | 209  | 150  | 59     | 25   | リーグ戦：1stステージ・プールB・2位                                     |                                  | ベスト8    |
| 2013-2014 | トップリーグ | 1部  | 5位  | 7    | 3    | 0    | 4    | 168  | 177  | -9     | 19   | リーグ戦：2ndステージ・グループA・5位                                   |                                  | ベスト8    |
| 2014-2015 | トップリーグ | 1部  | 2位  | 7    | 4    | 1    | 2    | 227  | 113  | 114    | 25   | リーグ戦：1stステージ・プールA・3位                                     |                                  | 優勝       |
| 2014-2015 | トップリーグ | 1部  | 2位  | 7    | 5    | 0    | 2    | 165  | 134  | 31     | 27   | リーグ戦：2ndステージ・グループA・4位 プレーオフトーナメント：準優勝    |                                  | 優勝       |
| 2015-2016 | トップリーグ | 1部  | 3位  | 7    | 6    | 0    | 1    | 226  | 140  | 86     | 29   | リーグ戦：プールB・1位 順位決定トーナメント：3位                        | プレシーズンリーグ：11位         |            |
| 2016-2017 | トップリーグ | 1部  | 2位  | 15   | 14   | 0    | 1    | 580  | 208  | 372    | 67   | リーグ戦：2位                                                           |                                  | ベスト4    |
| 2017-2018 | トップリーグ | 1部  | 3位  | 13   | 9    | 0    | 4    | 440  | 232  | 208    | 46   | リーグ戦：ホワイトカンファレンス・2位 総合順位決定トーナメント：3位     |                                  | 3位        |
| 2018-2019 | トップリーグ | 1部  | 3位  | 7    | 6    | 0    | 1    | 216  | 112  | 104    | 28   | リーグ戦：ホワイトカンファレンス・1位 総合順位決定トーナメント：3位     | トップリーグカップ：11位         | 3位        |
| 2020      | トップリーグ | 1部  | －   | －   | －   | －   | －   | －   | －   | －     | －   | 大会中止                                                                | トップリーグカップ：プール戦敗退 |            |
| 2021      | トップリーグ | 1部  | 9位  | 7    | 3    | 0    | 4    | 239  | 240  | -1     | 15   | リーグ戦：ホワイトカンファレンス・6位 プレーオフトーナメント：2回戦敗退 |                                  |            |

#### JAPAN RUGBY LEAGUE ONE
| シーズン | DIVISION  | 最終順位 | リーグ順位   | 試合数 | 勝点 | 勝 | 分 | 負 | 得点 | 失点 | 得失差 | 入替戦 プレーオフ            | 備考   |
| -------- | --------- | -------- | ------------ | ------ | ---- | -- | -- | -- | ---- | ---- | ------ | ---------------------------- | ------ |
| 2022     | DIVISION1 | 8位      | 8位/12チーム | 16     | 27   | 5  | 0  | 11 | 327  | 403  | -76    | なし                         | [ 27 ] |
| 2022-23  | DIVISION1 | 8位      | 8位/12チーム | 16     | 30   | 5  | 2  | 9  | 404  | 403  | 1      | なし                         | [ 28 ] |
| 2023-24  | DIVISION1 | 8位      | 8位/12チーム | 16     | 33   | 6  | 2  | 8  | 501  | 513  | -12    | なし                         | [ 29 ] |
| 2024-25  | DIVISION1 | 5位      | 4位/12チーム | 18     | 63   | 14 | 0  | 4  | 616  | 504  | 112    | プレーオフ進出・準々決勝敗退 | [ 30 ] |

## 2024-25シーズンの順位
| \| \| JAPAN RUGBY LEAGUE ONE 2024-25 順位表（2025年6月1日時点）出典：[31][32] \| 編集 \| | | | | | | | | | | | | | | | | | |
| リーグ戦 順位 | カンファレンス | チーム | 試合数 | 勝ち点 | 勝 | 分 | 負 | 得点 | 失点 | 得失点差 | T | G | PG | DG | 反則数 | プレーオフ (PO) / 入替戦 | 結果 |
| 優勝 | A | 東芝ブレイブルーパス東京 | 18 | 71 | 15 | 1 | 2 | 741 | 480 | 261 | 110 | 91 | 3 | 0 | 182 | 第13節でPO進出決定 | 優勝 |
| 2位 | B | 埼玉パナソニックワイルドナイツ | 18 | 71 | 14 | 2 | 2 | 727 | 437 | 290 | 99 | 71 | 30 | 0 | 161 | 第14節でPO進出決定 | 準決勝敗退 (4位) |
| 3位 | B | クボタスピアーズ船橋・東京ベイ | 18 | 69 | 14 | 2 | 2 | 606 | 361 | 245 | 87 | 54 | 20 | 1 | 179 | 第14節でPO進出決定 | 準優勝 |
| 4位 | A | 静岡ブルーレヴズ | 18 | 63 | 14 | 0 | 4 | 616 | 504 | 112 | 91 | 64 | 11 | 0 | 223 | 第15節でPO進出決定 | 準々決勝敗退（5位） |
| 5位 | A | コベルコ神戸スティーラーズ | 18 | 51 | 10 | 0 | 8 | 642 | 509 | 133 | 93 | 69 | 13 | 0 | 219 | 第16節でPO進出決定 | 準決勝敗退 (3位) |
| 6位 | B | 東京サントリーサンゴリアス | 18 | 40 | 8 | 2 | 8 | 542 | 568 | -26 | 73 | 48 | 26 | 1 | 179 | 第17節最終戦「横浜E対神戸S」でPO進出決定 | 準々決勝敗退（6位） |
| 7位 | B | リコーブラックラムズ東京 | 18 | 33 | 6 | 0 | 12 | 504 | 521 | -17 | 71 | 46 | 19 | 0 | 201 | | ‐ |
| 8位 | A | 横浜キヤノンイーグルス | 18 | 30 | 6 | 0 | 12 | 518 | 566 | -48 | 73 | 54 | 15 | 0 | 187 | | ‐ |
| 9位 | A | 三菱重工相模原ダイナボアーズ | 18 | 26 | 6 | 0 | 12 | 436 | 653 | -217 | 61 | 43 | 15 | 0 | 232 | | ‐ |
| 10位 | B | トヨタヴェルブリッツ | 18 | 24 | 4 | 1 | 13 | 445 | 617 | -172 | 65 | 42 | 12 | 0 | 214 | | ‐ |
| 11位 | B | 三重ホンダヒート | 18 | 18 | 4 | 0 | 14 | 417 | 711 | -294 | 60 | 39 | 13 | 0 | 208 | 第17節で「11位・入替戦出場」が確定 | 残留 |
| 12位 | A | 浦安D-Rocks | 18 | 14 | 3 | 0 | 15 | 465 | 732 | -267 | 66 | 48 | 13 | 0 | 223 | 第17節で「12位・入替戦出場」が確定 | 残留 |
| | | | | | | | | | | | | | | | | | |
| - 勝ち点は、勝ち4点、引き分け2点、負け0点。 - ただし、7点差以内の負けは1点を付与、3トライ差以上での勝ちは追加で1点を付与。 - 同じ勝ち点である場合は下記の順番で順位を決定する。 1. 勝ち点 2. 勝利数 3. ①および②が同数であったチーム間の勝ち点 4. ①、②および③が同数であったチーム間の得失点差 5. 全試合の得失点差 6. 当該チーム間のトライ数 7. 全試合でのトライ数 8. 当該チーム間のトライ後のゴール数 9. 全試合でのトライ後のゴール数 10. 抽選 | - 勝ち点は、勝ち4点、引き分け2点、負け0点。 - ただし、7点差以内の負けは1点を付与、3トライ差以上での勝ちは追加で1点を付与。 - 同じ勝ち点である場合は下記の順番で順位を決定する。 1. 勝ち点 2. 勝利数 3. ①および②が同数であったチーム間の勝ち点 4. ①、②および③が同数であったチーム間の得失点差 5. 全試合の得失点差 6. 当該チーム間のトライ数 7. 全試合でのトライ数 8. 当該チーム間のトライ後のゴール数 9. 全試合でのトライ後のゴール数 10. 抽選 | - 勝ち点は、勝ち4点、引き分け2点、負け0点。 - ただし、7点差以内の負けは1点を付与、3トライ差以上での勝ちは追加で1点を付与。 - 同じ勝ち点である場合は下記の順番で順位を決定する。 1. 勝ち点 2. 勝利数 3. ①および②が同数であったチーム間の勝ち点 4. ①、②および③が同数であったチーム間の得失点差 5. 全試合の得失点差 6. 当該チーム間のトライ数 7. 全試合でのトライ数 8. 当該チーム間のトライ後のゴール数 9. 全試合でのトライ後のゴール数 10. 抽選 | - 勝ち点は、勝ち4点、引き分け2点、負け0点。 - ただし、7点差以内の負けは1点を付与、3トライ差以上での勝ちは追加で1点を付与。 - 同じ勝ち点である場合は下記の順番で順位を決定する。 1. 勝ち点 2. 勝利数 3. ①および②が同数であったチーム間の勝ち点 4. ①、②および③が同数であったチーム間の得失点差 5. 全試合の得失点差 6. 当該チーム間のトライ数 7. 全試合でのトライ数 8. 当該チーム間のトライ後のゴール数 9. 全試合でのトライ後のゴール数 10. 抽選 | - 勝ち点は、勝ち4点、引き分け2点、負け0点。 - ただし、7点差以内の負けは1点を付与、3トライ差以上での勝ちは追加で1点を付与。 - 同じ勝ち点である場合は下記の順番で順位を決定する。 1. 勝ち点 2. 勝利数 3. ①および②が同数であったチーム間の勝ち点 4. ①、②および③が同数であったチーム間の得失点差 5. 全試合の得失点差 6. 当該チーム間のトライ数 7. 全試合でのトライ数 8. 当該チーム間のトライ後のゴール数 9. 全試合でのトライ後のゴール数 10. 抽選 | - 勝ち点は、勝ち4点、引き分け2点、負け0点。 - ただし、7点差以内の負けは1点を付与、3トライ差以上での勝ちは追加で1点を付与。 - 同じ勝ち点である場合は下記の順番で順位を決定する。 1. 勝ち点 2. 勝利数 3. ①および②が同数であったチーム間の勝ち点 4. ①、②および③が同数であったチーム間の得失点差 5. 全試合の得失点差 6. 当該チーム間のトライ数 7. 全試合でのトライ数 8. 当該チーム間のトライ後のゴール数 9. 全試合でのトライ後のゴール数 10. 抽選 | - 勝ち点は、勝ち4点、引き分け2点、負け0点。 - ただし、7点差以内の負けは1点を付与、3トライ差以上での勝ちは追加で1点を付与。 - 同じ勝ち点である場合は下記の順番で順位を決定する。 1. 勝ち点 2. 勝利数 3. ①および②が同数であったチーム間の勝ち点 4. ①、②および③が同数であったチーム間の得失点差 5. 全試合の得失点差 6. 当該チーム間のトライ数 7. 全試合でのトライ数 8. 当該チーム間のトライ後のゴール数 9. 全試合でのトライ後のゴール数 10. 抽選 | - 勝ち点は、勝ち4点、引き分け2点、負け0点。 - ただし、7点差以内の負けは1点を付与、3トライ差以上での勝ちは追加で1点を付与。 - 同じ勝ち点である場合は下記の順番で順位を決定する。 1. 勝ち点 2. 勝利数 3. ①および②が同数であったチーム間の勝ち点 4. ①、②および③が同数であったチーム間の得失点差 5. 全試合の得失点差 6. 当該チーム間のトライ数 7. 全試合でのトライ数 8. 当該チーム間のトライ後のゴール数 9. 全試合でのトライ後のゴール数 10. 抽選 | - 勝ち点は、勝ち4点、引き分け2点、負け0点。 - ただし、7点差以内の負けは1点を付与、3トライ差以上での勝ちは追加で1点を付与。 - 同じ勝ち点である場合は下記の順番で順位を決定する。 1. 勝ち点 2. 勝利数 3. ①および②が同数であったチーム間の勝ち点 4. ①、②および③が同数であったチーム間の得失点差 5. 全試合の得失点差 6. 当該チーム間のトライ数 7. 全試合でのトライ数 8. 当該チーム間のトライ後のゴール数 9. 全試合でのトライ後のゴール数 10. 抽選 | - 勝ち点は、勝ち4点、引き分け2点、負け0点。 - ただし、7点差以内の負けは1点を付与、3トライ差以上での勝ちは追加で1点を付与。 - 同じ勝ち点である場合は下記の順番で順位を決定する。 1. 勝ち点 2. 勝利数 3. ①および②が同数であったチーム間の勝ち点 4. ①、②および③が同数であったチーム間の得失点差 5. 全試合の得失点差 6. 当該チーム間のトライ数 7. 全試合でのトライ数 8. 当該チーム間のトライ後のゴール数 9. 全試合でのトライ後のゴール数 10. 抽選 | - 勝ち点は、勝ち4点、引き分け2点、負け0点。 - ただし、7点差以内の負けは1点を付与、3トライ差以上での勝ちは追加で1点を付与。 - 同じ勝ち点である場合は下記の順番で順位を決定する。 1. 勝ち点 2. 勝利数 3. ①および②が同数であったチーム間の勝ち点 4. ①、②および③が同数であったチーム間の得失点差 5. 全試合の得失点差 6. 当該チーム間のトライ数 7. 全試合でのトライ数 8. 当該チーム間のトライ後のゴール数 9. 全試合でのトライ後のゴール数 10. 抽選 | - 勝ち点は、勝ち4点、引き分け2点、負け0点。 - ただし、7点差以内の負けは1点を付与、3トライ差以上での勝ちは追加で1点を付与。 - 同じ勝ち点である場合は下記の順番で順位を決定する。 1. 勝ち点 2. 勝利数 3. ①および②が同数であったチーム間の勝ち点 4. ①、②および③が同数であったチーム間の得失点差 5. 全試合の得失点差 6. 当該チーム間のトライ数 7. 全試合でのトライ数 8. 当該チーム間のトライ後のゴール数 9. 全試合でのトライ後のゴール数 10. 抽選 | - 勝ち点は、勝ち4点、引き分け2点、負け0点。 - ただし、7点差以内の負けは1点を付与、3トライ差以上での勝ちは追加で1点を付与。 - 同じ勝ち点である場合は下記の順番で順位を決定する。 1. 勝ち点 2. 勝利数 3. ①および②が同数であったチーム間の勝ち点 4. ①、②および③が同数であったチーム間の得失点差 5. 全試合の得失点差 6. 当該チーム間のトライ数 7. 全試合でのトライ数 8. 当該チーム間のトライ後のゴール数 9. 全試合でのトライ後のゴール数 10. 抽選 | - 勝ち点は、勝ち4点、引き分け2点、負け0点。 - ただし、7点差以内の負けは1点を付与、3トライ差以上での勝ちは追加で1点を付与。 - 同じ勝ち点である場合は下記の順番で順位を決定する。 1. 勝ち点 2. 勝利数 3. ①および②が同数であったチーム間の勝ち点 4. ①、②および③が同数であったチーム間の得失点差 5. 全試合の得失点差 6. 当該チーム間のトライ数 7. 全試合でのトライ数 8. 当該チーム間のトライ後のゴール数 9. 全試合でのトライ後のゴール数 10. 抽選 | - 勝ち点は、勝ち4点、引き分け2点、負け0点。 - ただし、7点差以内の負けは1点を付与、3トライ差以上での勝ちは追加で1点を付与。 - 同じ勝ち点である場合は下記の順番で順位を決定する。 1. 勝ち点 2. 勝利数 3. ①および②が同数であったチーム間の勝ち点 4. ①、②および③が同数であったチーム間の得失点差 5. 全試合の得失点差 6. 当該チーム間のトライ数 7. 全試合でのトライ数 8. 当該チーム間のトライ後のゴール数 9. 全試合でのトライ後のゴール数 10. 抽選 | - 勝ち点は、勝ち4点、引き分け2点、負け0点。 - ただし、7点差以内の負けは1点を付与、3トライ差以上での勝ちは追加で1点を付与。 - 同じ勝ち点である場合は下記の順番で順位を決定する。 1. 勝ち点 2. 勝利数 3. ①および②が同数であったチーム間の勝ち点 4. ①、②および③が同数であったチーム間の得失点差 5. 全試合の得失点差 6. 当該チーム間のトライ数 7. 全試合でのトライ数 8. 当該チーム間のトライ後のゴール数 9. 全試合でのトライ後のゴール数 10. 抽選 | - 上位6チームは、プレーオフへ進出。 - 1位と2位には、 プレーオフ1回戦が免除され、 準々決勝から出場するシード権が与えられる。 - 11位はDIVISION2の2位と、 12位はDIVISION2の1位と、 それぞれ入替戦を行う。 | - 上位6チームは、プレーオフへ進出。 - 1位と2位には、 プレーオフ1回戦が免除され、 準々決勝から出場するシード権が与えられる。 - 11位はDIVISION2の2位と、 12位はDIVISION2の1位と、 それぞれ入替戦を行う。 |
| | JAPAN RUGBY LEAGUE ONE 2024-25 順位表（2025年6月1日時点）出典： | 編集 | | | | | | | | | | | | | | | |

## 2025-26シーズンのスコッド
開幕前、2025-26シーズンでの選手登録までは、「チームに所属している選手」の一覧に過ぎないことに留意。
カテゴリA（日本代表の実績または資格あり）は、試合登録枠17名以上、同時出場可能枠11名以上。カテゴリB（日本代表の資格獲得見込み）は、試合登録枠・同時出場可能枠ともに任意。カテゴリC（他国代表歴あり等、カテゴリ A, B以外）は、試合登録枠3名以下。
静岡ブルーレヴズの2025-26シーズンのスコッドは下記のとおり。2025年6月30日現在。
監督: 藤井雄一郎
| 選手                     | ポジション                  | 身長  | 体重  | 誕生日（年齢）         | 登録区分  |
| ------------------------ | --------------------------- | ----- | ----- | ---------------------- | --------- |
| 茂原隆由                 | プロップ                    | 187cm | 118kg | 2000年3月17日（25歳）  | カテゴリA |
| 山下憲太                 | プロップ                    | 177cm | 112kg | 1999年2月4日（26歳）   | カテゴリA |
| 河田和大                 | プロップ                    | 172cm | 103kg | 1996年5月23日（29歳）  | カテゴリA |
| 郭玟慶                   | プロップ                    | 180cm | 121kg | 1998年4月1日（27歳）   | カテゴリA |
| 伊藤平一郎               | プロップ                    | 175cm | 106kg | 1990年10月5日（34歳）  | カテゴリA |
| 中山律希                 | プロップ                    | 169cm | 106kg | 2002年1月10日（23歳）  | カテゴリA |
| 稲場巧                   | プロップ                    | 175cm | 106kg | 2002年7月24日（23歳）  | カテゴリA |
| ショーン・ヴェーテー     | プロップ                    | 190cm | 146kg | 2000年7月3日（25歳）   | カテゴリA |
| 本山佳龍                 | プロップ                    | 188cm | 118kg | 2006年12月26日（18歳） | カテゴリA |
| シアレ・マヒナ           | プロップ/フッカー           | 175cm | 103kg | 2005年8月23日（19歳）  | カテゴリA |
| リッチモンド・トンガタマ | フッカー                    | 188cm | 122kg | 1996年7月6日（29歳）   | カテゴリA |
| 平川隼也                 | フッカー                    | 165cm | 92kg  | 1996年7月8日（29歳）   | カテゴリA |
| 日野剛志                 | フッカー                    | 172cm | 93kg  | 1990年1月20日（35歳）  | カテゴリA |
| 作田駿介                 | フッカー                    | 175cm | 108kg | 2002年1月16日（23歳）  | カテゴリA |
| 八木澤龍翔               | ロック                      | 188cm | 112kg | 2000年11月12日（24歳） | カテゴリA |
| 三浦駿平                 | ロック                      | 187cm | 103kg | 1997年4月30日（28歳）  | カテゴリA |
| 桑野詠真                 | ロック                      | 193cm | 108kg | 1994年10月11日（30歳） | カテゴリA |
| 大戸裕矢                 | ロック                      | 187cm | 100kg | 1990年3月9日（35歳）   | カテゴリA |
| マリー・ダグラス         | ロック                      | 198cm | 115kg | 1989年10月27日（35歳） | カテゴリA |
| ジャック・ライト         | ロック                      | 202cm | 121kg | 1999年8月7日（26歳）   | カテゴリB |
| シオネ・ブナ             | ロック                      | 192cm | 123kg | 1998年6月9日（27歳）   | カテゴリA |
| ヴェティ・トゥポウ       | ロック                      | 190cm | 92kg  | 2000年4月2日（25歳）   | カテゴリA |
| シモン・ミラー           | フランカー/ロック           | 198cm | 110kg | 2001年5月5日（24歳）   | カテゴリC |
| 齋藤良明慈縁             | フランカー                  | 186cm | 102kg | 2000年7月26日（25歳）  | カテゴリC |
| ジョーンズリチャード剛   | フランカー                  | 177cm | 95kg  | 1999年5月4日（26歳）   | カテゴリA |
| 杉原立樹                 | フランカー                  | 184cm | 108kg | 1997年11月9日（27歳）  | カテゴリA |
| 福田大晟                 | フランカー                  | 173cm | 93kg  | 2002年10月29日（22歳） | カテゴリA |
| マルジーン・イラウア     | フランカー                  | 187cm | 108kg | 1993年6月5日（32歳）   | カテゴリA |
| 庄司拓馬                 | フランカー                  | 181cm | 102kg | 1998年5月22日（27歳）  | カテゴリA |
| 舟橋諒将                 | ナンバーエイト              | 186cm | 106kg | 1997年1月5日（28歳）   | カテゴリA |
| クワッガ・スミス         | ナンバーエイト              | 180cm | 99kg  | 1993年6月11日（32歳）  | カテゴリC |
| 加藤大冴                 | スクラムハーフ              | 170cm | 68kg  | 2005年8月24日（19歳）  | カテゴリA |
| 岡崎航大                 | スクラムハーフ              | 171cm | 78kg  | 1998年7月27日（27歳）  | カテゴリA |
| 北村瞬太郎               | スクラムハーフ              | 168cm | 77kg  | 2002年3月28日（23歳）  | カテゴリA |
| 細矢聖樹                 | スクラムハーフ              | 162cm | 63kg  | 2003年3月16日（22歳）  | カテゴリA |
| サネレ・ノハンバ         | スクラムハーフ/スタンドオフ | 167cm | 69kg  | 1999年1月19日（26歳）  | カテゴリB |
| 家村健太                 | スタンドオフ                | 176cm | 93kg  | 2001年2月8日（24歳）   | カテゴリA |
| サム・グリーン           | スタンドオフ                | 178cm | 88kg  | 1994年8月16日（31歳）  | カテゴリA |
| 筒口允之                 | スタンドオフ                | 171cm | 82kg  | 2002年4月26日（23歳）  | カテゴリA |
| ジャック・ティム         | センター/ウイング           | 175cm | 85kg  | 2004年4月4日（21歳）   | カテゴリC |
| ヴィリアミ・タヒトゥア   | センター                    | 183cm | 111kg | 1991年10月2日（33歳）  | カテゴリC |
| 伊藤峻祐                 | センター                    | 178cm | 90kg  | 2000年5月2日（25歳）   | カテゴリA |
| 五島源                   | センター/ウイング           | 173cm | 85kg  | 2003年3月28日（22歳）  | カテゴリA |
| シルヴィアン・マフーザ   | センター                    | 179cm | 82kg  | 1993年7月29日（32歳）  | カテゴリA |
| 岡﨑颯馬                 | センター                    | 177cm | 88kg  | 2001年11月20日（23歳） | カテゴリA |
| セミ・ラドラドラ         | センター/ウイング           | 190cm | 110kg | 1992年6月13日（33歳）  | カテゴリC |
| 山口楓斗                 | ウイング                    | 167cm | 74kg  | 2000年1月14日（25歳）  | カテゴリA |
| ヴァレンス・テファレ     | ウイング                    | 182cm | 112kg | 2000年9月15日（24歳）  | カテゴリB |
| 槇瑛人                   | ウイング                    | 176cm | 86kg  | 2000年10月18日（24歳） | カテゴリA |
| マロ・ツイタマ           | ウイング                    | 182cm | 91kg  | 1996年3月23日（29歳）  | カテゴリB |
| 杉本海斗                 | ウイング                    | 172cm | 77kg  | 2001年10月17日（23歳） | カテゴリA |
| 矢富洋則                 | ウイング                    | 181cm | 91kg  | 1995年11月9日（29歳）  | カテゴリA |
| チャールズ・ピウタウ     | フルバック                  | 186cm | 107kg | 1991年10月31日（33歳） | カテゴリC |
| 奥村翔                   | フルバック                  | 180cm | 85kg  | 1998年6月10日（27歳）  | カテゴリA |

## 過去の所属選手
- ビリモニ・デラサウ
- 四宮洋平
- レオン・マクドナルド
- 村田亙
- スコット・ピアス
- 米倉隆之
- 高木重保
- 久保晃一
- 木曽一
- 北川喬之
- 小林訓也
- 冨岡耕児
- 中林正一
- 守屋篤
- 津高宏行
- 石神勝
- ルーベン・ソーン
- 岡健二
- 八木鉄兵
- ダニエル・ケート
- 佐藤貴志
- 前田航平
- 伊藤雄大
- 三角公志
- 松下馨
- 河本明哲
- 中垣祐介
- 串田義和
- 笠原雄太
- ジェリー・コリンズ
- 徐吉嶺
- 中島拓也
- トーマス・優・デーリック・デニイ
- パトリス・オリビエ
- 田村義和
- 長野正和
- 岸直弥
- 青野天悠
- 大山晋弥
- 曽我部佳憲
- 工藤良麻
- ハビリロッキー
- 山本将太
- 遠藤広太
- 井本克典
- 加藤圭太
- 八木下恵介
- ヨハン・バードゥル
- 大田尾竜彦
- 中園真司
- 早川直樹
- 川原田徹
- マレ・サウ
- ゲラード・ファンデンヒーファー
- シアレ・ピウタウ
- 仲谷聖史
- 斉田晃平
- デューク・クリシュナン
- 山路和希
- 堀江恭佑
- 池町信哉
- ニール・マレー
- ヘルダス・ファンデンヴォルト
- モセ・トゥイアリイ
- 宮澤正利
- リッチー・アーノルド
- 李珍錫
- ゲリー・ラブスカフニ
- 山村亮
- 五郎丸歩
- 田中渉太
- 名嘉翔伍
- 山本幸輝
- 粟田祥平
- 西内勇人
- 西内勇二
- シオネ・トゥイプロトゥ
- パディ・バトラー
- ヘルウヴェ
- 大塚健太
- 土山勇樹
- 高部大志
- フレッド・ヒュートレル
- 廣川翔也
- 篭島優輝
- 和田源太
- 中井健人
- ジェームス・ダーガヴィル
- ジェイデン・ナーマヌ
- アラパティ・レイウア
- 植木悠治
- 江口晃平
- アニセサムエラ
- 舟橋諒将
- 三村勇飛丸
- 松本力哉
- イシ・ナイサラニ
- 清原祥
- クリントン・スワート
- 小林広人
- 白井吾士矛

【2024年5月退団】
- 矢富勇毅（引退）
- 伊東力（引退）
- 吉沢文洋（引退）
- 吉良友嘉
- 鹿尾貫太
- 岡本慎太郎
- 高橋在人
- キーガン・ファリア
- 畠澤諭
- ブリン・ホール
- ジョニー・ファアウリ

【2024年7月退団】
- 泓城蓮（引退）

【2025年4月退団】
- ダミアン・マーカス

【2025年5月退団】
- 西村颯平（引退）
- 植木悠治（引退）
- 石塚弘章（引退）
- 田上稔（引退）
- 吉岡義喜
- ハンター・リム